# Billy Meier
Eduard Albert Meier (Bülach, Suiza 3 de febrero de 1937), llamado Billy Meier, es el fundador de la comunidad FIGU(Comunidad libre de intereses para las ciencias fronterizas, espirituales, y estudios ufológicos). Autor de más de 45 libros y numerosos escritos de diversa índole, con un profundo enfoque espiritual orientado a la autorreflexión y a la responsabilidad personal sobre los pensamientos, sentimientos y acciones. Algunos títulos mas conocidos son: Kelch der Wahrheit, (El cáliz de la verdad) OM, Einführung in die Meditation, (Introducción a la meditación) Talmud Jmmanuel, (El Talmud de Jmmanuel) Macht der Gedanken (El poder de los pensamientos).
Meier afirma estar en contacto regular con una civilización extraterrestre denominada “Plejaren” (habitantes de las Pléyades) desde los 5 años de edad, quienes según indica, en el transcurso de su vida lo formaron intensivamente en distintas áreas del conocimiento, haciendo énfasis sin embargo en lo que concierne a la formación espiritual, el cual sería fundamental para llevar a cabo sus principales objetivos a lo largo de su vida. Meier ha viajado a más de 42 países en 12 años.

## Biografía
Eduard Albert Meier nació el 3 de febrero de 1937, agricultor originario de la ciudad de Bülach, en las Tierras Bajas suizas. Meier se afilió a la Legión Extranjera Francesa en su adolescencia, pero indica que pronto se marchó y volvió a su país. Posteriormente viajó alrededor del mundo cubriendo 42 países en 12 años. El 3 de agosto de 1965 perdió su brazo izquierdo en un accidente de autobús en Iskenderun, Turquía, y en 1966 conoció y se casó con una ciudadana griega, Kalliope, con quien tiene tres hijos.
Durante la década de 1970 presentó como evidencia de su contacto piezas de metal (de presunto origen extraterrestre), una grabación de 20 minutos de duración donde se escucha el sonido que emiten las naves espaciales denominadas beamships, metrajes de películas con demostraciones de vuelo de las naves como claras fotografías de las mismas a la luz del día
Posteriormente en 1984 se presentan en México dos emisiones televisivas tituladas "En el mar del universo"donde se expone el caso de Billy Meier con los respectivos análisis de las fotografías y videos analizadas en los laboratorios Design Technology en California llevado a cabo por Neil Davis con el uso de la instrumentación más sofisticada de la época.El resultado final de los estudios y análisis indicó que, por un lado, las fotografías y videos no muestran trucaje, es decir no se detectaron rastros de falsificaciones; y por otro lado, las grabaciones de sonido provenientes de las beamships no pudieron ser reproducidas con los instrumentos disponibles de la época. Por otro lado las muestras de metal que presentó Meier a los investigadores de prestigiosas instituciones, evidencian una técnica de fusión en frío actualmente no desarrollada en el planeta, entre otras características inusuales.
Paralelamente, las fotografías fueron publicadas en varios periódicos y revistas de todo el mundo, tales como Quick (Alemania), Blick (Suiza), Argosy (EE. UU.), Il Giornale dei Misteri (Italia). 
A lo largo de los años, el caso de Billy Meier ha atraído la atención de varias personalidades famosas interesados en el fenómeno extraterrestre, entre ellos la actriz y escritora Shirley MacLaine y el músico/artista Herman van Veen.Según Meier, algunas personas lo buscan con la esperanza de reafirmar sus propias filosofías personales, mientras que otras llegan con un interés genuino en su misión y enseñanzas. 

## FIGU

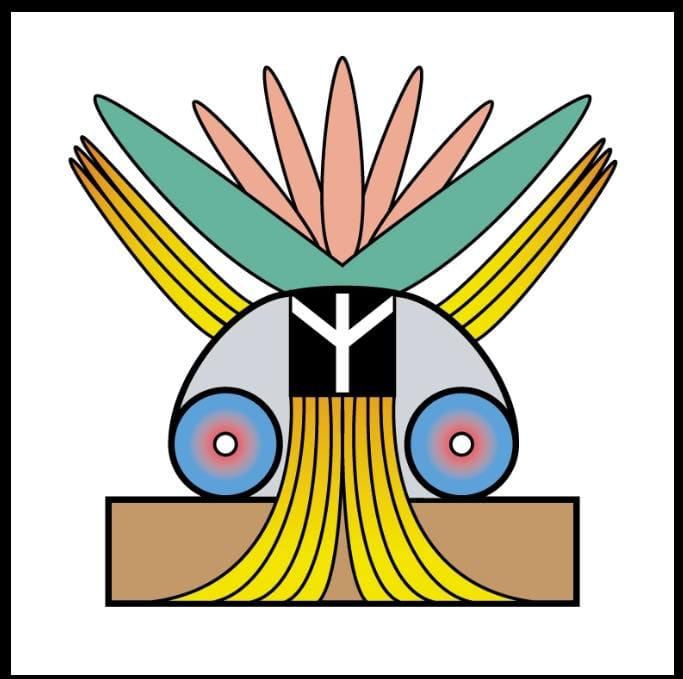
Peace Symbol

El 28 de enero de 1975 Meier fundó una organización sin fines de lucro denominada FIGU (Comunidad libre de intereses para la ciencia de la frontera, las ciencias espirituales y los estudios OVNI).Construyó su sede principal en Zúrich, Suiza bajo el nombre de "Semjase Silver Star Center". La misión de esta organización se basa en la idea de que todos los seres humanos, a lo largo de sus vidas, deben aprender a asumir la plena responsabilidad de sus acciones y pensamientos. Este compromiso no solo abarca la propia vida, sino también el cuidado y respeto hacia todas las formas de vida, ya sean plantas, animales o cualquier otro ser vivo. Cada individuo es responsable, no solo de sus actos, sino también de las repercusiones y consecuencias que estos generan en el universo. No existe nada en todo el universo por lo cual cada individuo no sea personalmente responsable, incluidas las consecuencias y efectos de los pensamientos y acciones de cada persona. Asumir la responsabilidad de uno mismo significa vivir de acuerdo con las exigencias de la vida y mantenerla en armonía con el orden creacional-natural y la humanidad.
Por otro lado, FIGU tiene como objetivo difundir una serie de principios recomendaciones y enseñanzas basadas en leyes universales creativas con el objetivo de llevar una vida íntegra y responsable. Los pilares universales, indican, son el amor, la paz, la libertad y la armonía. Sin embargo la organización destaca la no persecución de fines políticos, religiosos y sectarios dentro de sus enseñanzas. Así mismo, otros de sus principios son: la lucha por el conocimiento, el amor, la armonía, la sabiduría y la evolución, pero no por el poder, el dinero y la riqueza. No es "vive y deja vivir", sino "vive y ayuda a otros a vivir. Rechazo a todo extremismo de carácter ideológico, político o religioso, así como todo fundamentalismo, terrorismo, anarquismo, dogmatismo, fanatismo y males similares o idénticos". 

### Reportes de contacto
Los informes o reportes de contacto son diálogos transcritos de reuniones con miembros de los Plejaren. Meier empezó a transcribirlas desde 1975 y desde entonces han continuado año a año durante más de 4 décadas.Estos reportes son originalmente publicados en alemán suizo a través del sitio web de FIGU y posteriormente impreso en los denominados "Plejadisch-plejarische Kontaktberichte Block".El contenido o los temas mencionados varían significativamente siendo alguno de ellos, la Creación, el origen del Universo y la Tierra, ciencia, astronomía, reencarnación (evolución de la conciencia, seres humanos, vida y muerte), manipulación genética, destrucción del medio ambiente, relaciones hombre-mujer, el grave peligro de la sobrepoblación, hábitos saludables, encubrimientos por parte de gobiernos, agencias gubernamentales y el ejército, junto con muchos otros temas y curiosidades. 
Actualmente Meier ha transcrito más de 800 informes de contacto presentados cronológicamente.

## Campaña contra la sobrepoblación

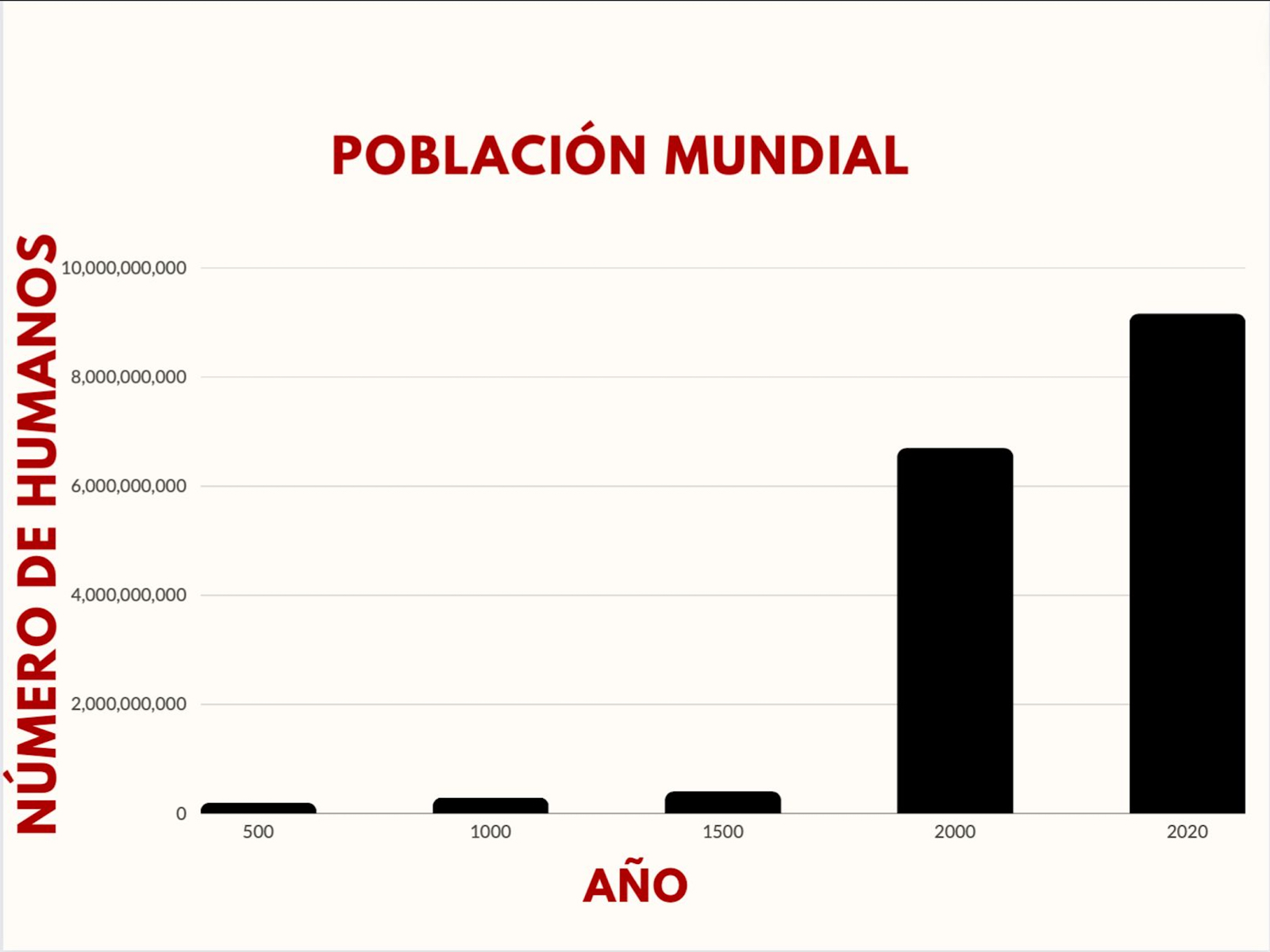
Aumento de la población con el paso del tiempo

Una de las temáticas principales que aborda FIGU es el problema de la sobrepoblación. Desde hace más de 30 años, sus miembros se han dedicado a sensibilizar a la humanidad y a los gobiernos sobre el peligro inminente que representa el crecimiento descontrolado de la población para el planeta. 
En 1978, 4.000 millones de personas habitaban la Tierra, en el año 2000 casi 7.000 millones de habitantes y al año 2024 la cifra asciende a más de 9.000 millones de habitantes. Debido a este descontrolado aumento de la población, todos y cada uno de los problemas (destrucción de la naturaleza, escasez de alimentos, de vivienda, de energía, extinción de animales, de plantas, contaminación ambiental, etc.) se agravan de forma excesiva. Por lo tanto, FIGU sostiene que es imprescindible regular de inmediato esta tasa de crecimiento poblacional y que es necesaria una reducción a un nivel sostenible para el planeta, con el objetivo de alcanzar una población total de 529 millones de habitantes.Con esta cifra se podría garantizar que todos los recursos estarían disponibles en abundancia, se preservaría la capacidad de regeneración de la naturaleza, permitiendo que los reinos animal y vegetal se desarrollen sin perturbaciones. 
Considerando lo anterior, FIGU señala que las acciones y estrategias que deben tomarse de manera conjunta y planificada a nivel mundial deben ser
- Restricción temporal de la natalidad durante 7 años en todos los países, con el objetivo de estabilizar el crecimiento demográfico. Al finalizar este periodo, se permitirá nuevamente la concepción, con ciertas restricciones. Uno de los ejemplos que proponen sería que en el primer año de la implementación, solo las parejas con apellidos que comiencen con ciertas letras (A, B, C, D) puedan recibir permiso para tener hijos.[2]Lo anterior debido a que se busca minimizar impactos negativos en sectores como la educación, servicios sociales y la industria relacionada con niños.
- Establecer un límite máximo de 3 niños por matrimonio sean biológicos o adoptados.[18]Se recomienda que la edad mínima para tener hijos sea de 28 años para las mujeres y de 33 años para los hombres y que exista un intervalo de 3 años donde ambos cónyuges evalúan la compatibilidad que tienen (si están verdaderamente enamorados o si su matrimonio se basa solo en una atracción superficial).

## Obras
- Billy Eduard Albert Meier, Plejadisch-plejarische Kontaktberichte Block 1

- Billy Eduard Albert Meier, Plejadisch-plejarische Kontaktberichte Block 2[19]

- Billy Eduard Albert Meier, Plejadisch-plejarische Kontaktberichte Block 3 [20]

- Billy Eduard Albert Meier, Plejadisch-plejarische Kontaktberichte Block 4[21]
- Billy Eduard Albert Meier, Plejadisch-plejarische Kontaktberichte Block 5 [22]
- Billy Eduard Albert Meier, Plejadisch-plejarische Kontaktberichte Block 6[23]
- Billy Eduard Albert Meier, Plejadisch-plejarische Kontaktberichte Block 7[24]
- Billy Eduard Albert Meier, Plejadisch-plejarische Kontaktberichte Block 8[25]
- Billy Eduard Albert Meier, Plejadisch-plejarische Kontaktberichte Block 9[26]
- Billy Eduard Albert Meier, Plejadisch-plejarische Kontaktberichte Block 10[27]
- Billy Eduard Albert Meier, Plejadisch-plejarische Kontaktberichte Block 11[27]
- Billy Eduard Albert Meier, Plejadisch-plejarische Kontaktberichte Block 12[28]
- Billy Eduard Albert Meier, Plejadisch-plejarische Kontaktberichte Block 13
- Billy Eduard Albert Meier, Plejadisch-plejarische Kontaktberichte Block 14
- Billy Eduard Albert Meier, Talmud Jmmanuel by Judas Ischkerioth, 2016[29]
- Billy Eduard Albert Meier, Kelch der Wahrheit, livre numérique, 2008[30]
- Billy Eduard Albert Meier, Die Psyche[31]
- Billy Eduard Albert Meier, Arahat Athersata[32]
- Billy Eduard Albert Meier, OM[33]
- Billy Eduard Albert Meier, Decalogue Dodecalogue[34]
- Billy Eduard Albert Meier, Meditation aus klarer Sicht[35]
- Billy Eduard Albert Meier, Gesetz der Liebe[36]
- Billy Eduard Albert Meier, Direktiven[37]
- Billy Eduard Albert Meier, Ein offenes Wort[38]
- Billy Eduard Albert Meier, Gotteswahn und Gotteswahnkrankheit[39]
- Billy Eduard Albert Meier, Lehrschrift für die Lehre der Wahrheit, Lehre des Geistes, Lehre des Lebens[40]
- Billy Eduard Albert Meier, Einführung in die Meditation
- Billy Eduard Albert Meier, Die Wahrheit über die Plejaden[41]
- Billy Eduard Albert Meier, Ein Quentchen Wissen, Sinn und Weisheit [42]
- Billy Eduard Albert Meier, 12012 altherkömmliche Vornamen in ihrer Urform und deren Bedeutung[43]
- Billy Eduard Albert Meier, Sinnvolles, Würdevolles, Wertvolles[42]
- Billy Eduard Albert Meier, Das Leben richtig leben - Quer durchs Dasein[44]
- Billy Eduard Albert Meier, Rund um die Fluidalenergie resp. Fluidalkräfte und andere Dinge[45]
- Billy Eduard Albert Meier, Symbole der Geisteslehre[46]